# Jagdgruppe 7
Jagdgruppe 7 – JGr 7 – wyspecjalizowana jednostka lotnicza Luftstreitkräfte z okresu I wojny światowej utworzona w lipcu 1918 roku pod dowództwem Emila Thuy.
Jagdgruppe była tymczasową grupą bojową składającą się z kilku współpracujących ze sobą eskadr myśliwskich. Jagdgruppe 7 działała w składzie Jagdstaffel 33, Jagdstaffel 28, Jagdstaffel 57 i Jagdstaffel 58. Dowództwo nad grupą pełnił Emil Thuy, który jednocześnie był dowódcą Jagdstaffel 28. Obie funkcje łączył do zakończenia działań wojennych w listopadzie 1918 roku.

## Dowódcy Grupy
| Stopień   | Nazwisko  | Okres                    |
| --------- | --------- | ------------------------ |
| Porucznik | Emil Thuy | lipiec 1918 – 11.11.1918 |